# Ordo Templi Orientis
O.T.O. is de afkorting van de Latijnse naam Ordo Templi Orientis (Orde van de Oriëntaalse Tempel), een ‘geheim’ genootschap waarvan delen van de geheimen inmiddels in diverse publicaties te vinden zijn. 
Zoals de naam aanduidt, claimt de officieel in 1895 opgerichte O.T.O. dat zij haar wortels heeft in de Orde van de Tempelridders van de twaalfde en dertiende eeuw, en dus ook dat zij door hen uit het Oosten meegebrachte geheimen en rituelen kent. De oorspronkelijke christelijke tempeliers hadden in Azië namelijk kennisgemaakt met verschillende geheime leren en tal van andere godheden. 
Niemand kan controleren wat ervan waar is, maar het staat wel vast dat de oprichters van de O.T.O. bekend waren met de op seksuele magie gerichte rituelen van de Indiase tantra en dat zij deze vermengden met de occulte kennis en inwijdingen vanuit hun achtergrond van vrijmetselaars, rozenkruisers en theosofen.

## Bekende leden
- Aleister Crowley
- Gerald Gardner
- Karl Kellner
- Theodor Reuß
- Peaches Geldof
- Ramsey Dukes